# Nemastylis selidandra
Nemastylis selidandra är en irisväxtart som beskrevs av Pierfelice Ravenna. Nemastylis selidandra ingår i släktet Nemastylis och familjen irisväxter.
Artens utbredningsområde är Texas. Inga underarter finns listade i Catalogue of Life.